# モンテフォルテ・ダルポーネ
モンテフォルテ・ダルポーネ（伊: Monteforte d'Alpone）は、イタリア共和国ヴェネト州ヴェローナ県にある、人口約9,000人の基礎自治体（コムーネ）。

## 地理

### 位置・広がり

#### 隣接コムーネ
隣接するコムーネは以下の通り。括弧内のVIはヴィチェンツァ県所属を示す。
- ガンベッラーラ (VI)
- モンテッキーア・ディ・クロザーラ
- サン・ボニファーチョ
- ソアーヴェ

### 気候分類・地震分類
気候分類では、zona E, 2359 GGに分類される。
また、イタリアの地震リスク階級 (it) では、zona 2 (sismicità media) に分類される。

## 行政

### 分離集落
モンテフォルテ・ダルポーネには、以下の分離集落（フラツィオーネ）がある。
- Brognoligo, Costalunga, Sarmazza